# Günter Goetzendorff
Günter Goetzendorff (* 11. März 1917 in Bad Ziegenhals/Schlesien; † 8. August 2000 in Bad Honnef) war ein deutscher Politiker verschiedener Parteien.

## Leben
Nach volkswirtschaftlichem und germanistischem Studium, das er aber nicht abschloss, arbeitete Goetzendorff als Redakteur und Journalist. Am 18. April 1940 beantragte er die Aufnahme in die NSDAP und wurde zum 1. Juli desselben Jahres aufgenommen (Mitgliedsnummer 8.349.550). Im Zweiten Weltkrieg war er Soldat.
1945 kam er als Vertriebener nach Bayern und begründete einen Flüchtlingsausschuss. 1946 gründete er den Neubürgerbund, der von der amerikanischen Besatzungsmacht wenig später verboten wurde. Danach wurde er Vorstandsmitglied der „Interessenvertretung der Ausgewiesenen in Bayern“ (IAB). 1946 bis 1949 arbeitete er als Redakteur bei der Passauer Neuen Presse. 1948 gründete Goetzendorff den Neubürgerbund erneut und wurde Präsident der IAB. Vor der Bundestagswahl 1949 bemühte er sich um eine übergreifende Vertriebenenliste, die aber nicht lizenziert wurde, so dass sein Neubürgerbund mit der WAV ein Wahlbündnis bildete, wodurch er in den Deutschen Bundestag einzog.
Vor der Landtagswahl in Bayern 1950 gründete er den „Block der Heimatvertriebenen“ (nicht identisch mit dem BHE), der jedoch nur 0,2 % der Stimmen erhielt. Im Bundestag gehörte er erst der WAV-Fraktion an und wechselte später als Gast zur DRP-Gruppe. 1952 gründete er mit Wolfgang Hedler die Nationale Reichspartei (NRP), die sich für die Bundestagswahl 1953 am erfolglosen Wahlbündnis Dachverband der Nationalen Sammlung (DNS) beteiligte. Am 26. Januar 1950 wurde er von Bundestagspräsident Erich Köhler wegen einer Ohrfeige, welche er dem Abgeordneten Hans Bodensteiner wegen nicht zurückgenommener rufschädigender Äußerungen im Foyer des Bundestags gegeben hatte, für 20 Sitzungstage ausgeschlossen.
Goetzendorff war eine schillernde Persönlichkeit, die in diverse Gerichtsverfahren verwickelt war. Nach Ende seiner politischen Laufbahn ließ er sich als Hotelier in Bad Honnef nieder.

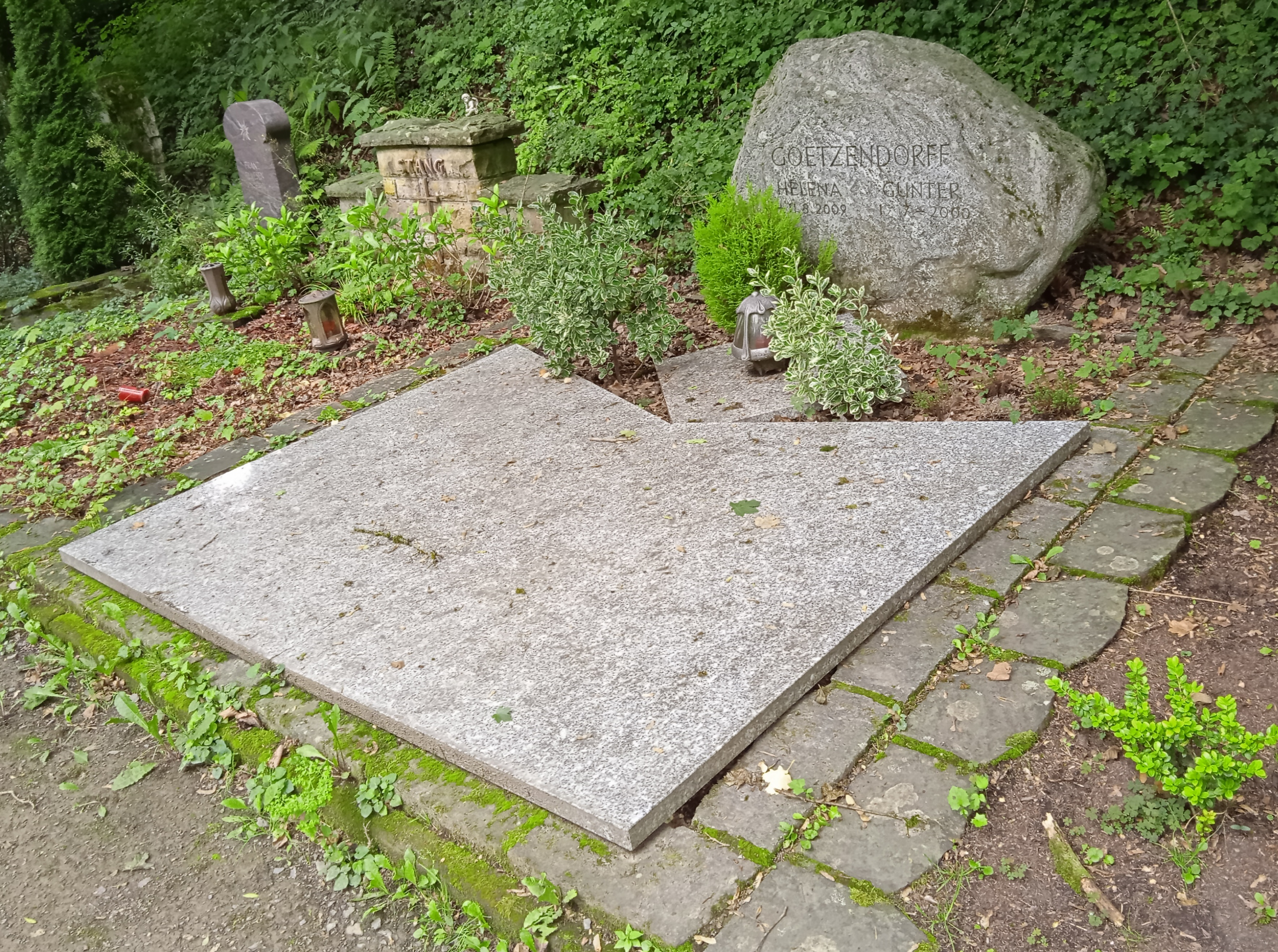
Grab von Günter Goetzendorff auf dem Waldfriedhof in Bad Honnef-Rhöndorf

## Veröffentlichungen
- Goetzendorff, Günter; "Das Wort hat der Abgeordnete ..." – Erinnerungen eines Parlamentariers der ersten Stunde, München, 1989
- Goetzendorff, Günter; "Die Erblast Ost: kritische Chronik der deutschen Einheit", Haag u. Herchen, Frankfurt am Main, 1994, ISBN 3-86137-081-6